# پیتشنوو
پیتشنوو (به چکی: Pěčnov) یک منطقهٔ مسکونی در جمهوری چک است که در ناحیه پراخاتیتسه واقع شده‌است. پیتشنوو ۱٫۹۸ کیلومتر مربع مساحت و ۸۳ نفر جمعیت دارد و ۶۰۰ متر بالاتر از سطح دریا واقع شده‌است.